# In Perpetuity
"In Perpetuity" es el tercer episodio de la serie de televisión de ciencia ficción y suspenso psicológico Severance. El episodio fue escrito por el productor ejecutivo Andrew Colville y dirigido por el productor ejecutivo Ben Stiller. Se estrenó en Apple TV+ el 25 de febrero de 2022.
La serie sigue a los empleados de Lumon Industries, una corporación de biotecnología que utiliza un procedimiento médico llamado "cercenadura" para separar los recuerdos de sus empleados dependiendo espacialmente de si están en el trabajo o no. Cuando los trabajadores despedidos están en el trabajo, se les llama "intus" y no pueden recordar nada de sus vidas ni del mundo exterior. Cuando están fuera del trabajo, se les llama "exus" y no pueden recordar su tiempo de trabajo. Debido a esto, intus y exus experimentan dos vidas diferentes, con personalidades y agendas distintas. En este episodio, Helly intenta que su "exus" acepte su pedido de renuncia, mientras Petey lucha por diferenciar el presente del pasado.
El episodio recibió críticas muy positivas de los críticos, quienes elogiaron las actuaciones, el diseño de producción y la intriga.

## Trama
Mark (Adam Scott) revisa a Petey (Yul Vazquez), cuyos recuerdos comienzan a verse afectados mientras lucha por diferenciar el presente del pasado. Explica que otros benefactores, que se oponen al procedimiento de cercenadura, le ayudaron a sobrevivir a la experiencia. Quiere que Mark haga lo mismo, pero él se niega a participar, ya que siente que el procedimiento de cercenadura lo ayudó después de la muerte de su esposa.
Helly (Britt Lower) presenta una solicitud de renuncia a su "exus", pero se sorprende cuando descubre que ha sido denegada. Desesperada, se encierra en el baño para dejar un mensaje en su cuerpo, pero Mark le advierte que no funcionará. Irving (John Turturro) le sugiere que podría acudir al Ala de Perpetuidad en busca de ayuda. Devon (Jen Tullock) y Ricken (Michael Chernus) llegan a la casa de Mark, dejando un libro en su porche. Después de irse, la Sra. Selvig (Patricia Arquette) recupera el libro y se cuela en la casa de Mark. Petey se esconde y huye de la casa, después de reconocerla. Más tarde regresa a Lumon y le asigna a Milchick (Tramell Tillman) la tarea de verificar si hay mensajes ocultos.
Mark, Irving y Dylan (Zach Cherry) llevan a Helly al Ala de Perpetuidad, una sección que detalla la historia de Lumon. Muestra la historia de su fundador, Kier Eagan, y su dinastía sucesora, con su descendiente Jame como actual director ejecutivo. A pesar de que le explican cómo Lumon ha tenido un impacto positivo en sus vidas y en las de otras personas, Helly decide irse. Ella rompe una ventana de una puerta con un extintor de incendios para colar una nota y alertar a seguridad. Graner (Michael Cumpsty) la lleva con Milchick, quien la obliga a entrar a la sala de descanso. Allí, debe leer una declaración en la que se disculpa por sus acciones, y Milchick la obliga a hacerlo varias veces.
Cuando termina el turno, Mark revisa las fotos de Petey en su escritorio. Mientras revisa diferentes cuadros, encuentra un dibujo oculto de la estructura de Lumon. En una tienda de conveniencia, Petey sufre una crisis nerviosa severa y se desploma. Después de descubrir que Petey se ha ido, Mark sigue una ambulancia hasta la tienda de conveniencia y es testigo de cómo los paramédicos se llevan a Petey después de que deja de respirar. Conmocionado, Mark regresa a casa y limpia el sótano para ocultar la presencia de Petey. De repente, el teléfono móvil de Petey suena.

## Desarrollo

### Producción
El episodio fue escrito por el productor ejecutivo Andrew Colville y dirigido por el productor ejecutivo Ben Stiller. Esto marcó el primer crédito como guionista de Colville y el tercero como director de Stiller.

## Reseñas críticas
"In Perpetuity" recibió críticas muy positivas de los críticos. Matt Schimkowitz de The AV Club le dio al episodio una "B+" y escribió: "Consumir el tercer episodio de Severance es una lección de historia intensa aunque interesante. Para darle a su suspenso una base sólida, "In Perpetuity" se apoya fuertemente en la exposición. Esto no es una queja de ninguna manera porque un programa de televisión tan denso como este lo necesita. Además, Severance ya ha desarrollado un lenguaje visual potente que comunica el subtexto junto con la explicación. Lo que quiero decir es que meterlo todo en esta única hora puede ser mucho para manejar tan temprano. Al menos todo lo que aprendemos sobre los orígenes crípticos de Lumon Industries arroja un poco de luz sobre cómo surgió esta empresa, la familia que la dirige y cuál podría ser el objetivo final".
Erin Qualey de Vulture le dio al episodio una calificación perfecta de 5 estrellas sobre 5 y escribió: "Parece ser una combinación de oración cargada de culpa, el clásico y agonizante castigo de pizarra de "escríbelo 100 veces" y una tortura absoluta. La presencia férrea de Milchick y sus respuestas cortantes llenan la escena con una sensación de pavor inminente y una comprensión de que cualquier negativa a hacer exactamente lo que él dice tendrá consecuencias severas". 
Oliver VanDervoort de Game Rant escribió: "Dirigido por Ben Stiller, el tono general del tercer episodio se mantuvo en sintonía con los dos primeros episodios. Sin embargo, cuando se trató del enfoque de "mantenerse al borde del asiento" que prevaleció hasta el final del primer episodio y la totalidad del segundo, "In Perpetuity" no estuvo a la altura".  Breeze Riley de Telltale TV le dio al episodio una calificación de 4 estrellas de 5 y escribió: "No hay falta de suspenso en este programa, y no puedo esperar a escuchar quién está al otro lado de la línea". 
Mary Littlejohn de TV Fanatic le dio al episodio una calificación de 4 estrellas de 5 y escribió: "Este programa continúa exudando una sensación de inquietud y terror de bajo nivel. De esa manera, hace bien su trabajo".  Caemeron Crain de TV Obsessive escribió: "Espero que continúe investigando lo que está sucediendo lo mejor que pueda, lo que significará seguir yendo a trabajar y la perpetuación de la división entre las dos versiones de sí mismo. Es de suponer que podría renunciar, y tendría que ser solo la versión externa de sí mismo la que lo hiciera, con los recuerdos del trabajo (y Mark innie) perdidos para siempre en el vacío. Pero eso no haría un muy buen programa de televisión. Me pregunto quién está al otro lado de ese teléfono que suena que dejó Petey". 